# Saint-Remimont (Meurthe i Mozela)
Saint-Remimont – miejscowość i gmina we Francji, w regionie Grand Est, w departamencie Meurthe i Mozela.
Według danych na rok 1990 gminę zamieszkiwało 326 osób, a gęstość zaludnienia wynosiła 48 osób/km² (wśród 2335 gmin Lotaryngii Saint-Remimont plasuje się na 727. miejscu pod względem liczby ludności, natomiast pod względem powierzchni na miejscu 850.).